# O Rei Qamaruzzaman e Seus Filhos Amjad e Asad
O Rei Qamaruzzaman e seus filhos Amjad e Asad é uma longa história de As Mil e Uma Noites de desencontros e reencontros ao sabor do destino, contendo uma única sub-história quase ao final, “Nima e Num”. A trama é rica em paralelismos, além da semelhança física entre o casal protagonista, Qamaruzzaman e Budur.

## História do Rei Qamaruzzaman e seus filhos Amjad e Asad

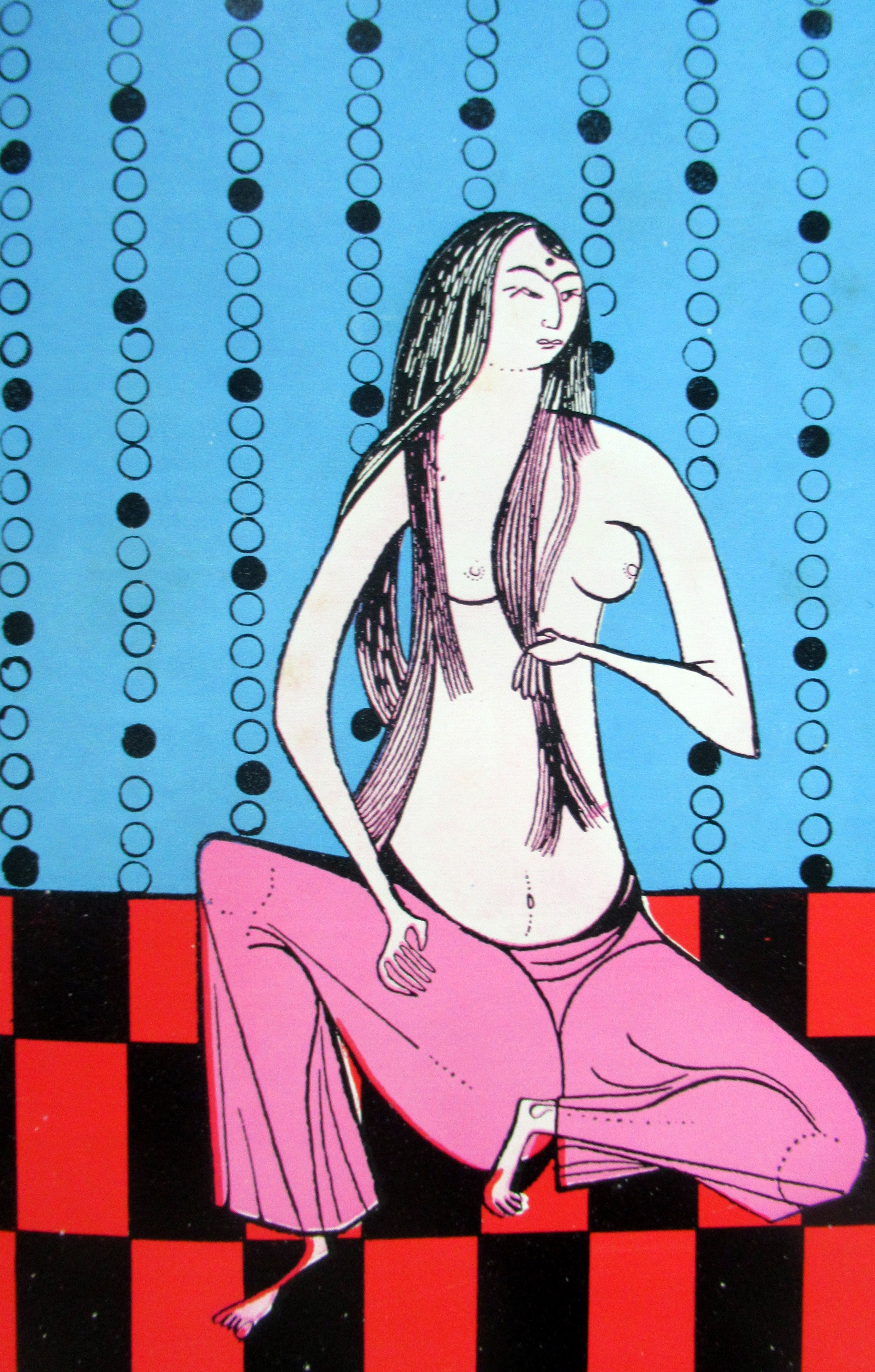
A Princesa Budur em ilustração de Aldemir Martins para a edição de 1961 da Editora Saraiva de As Mil e Uma Noites.

A história começa com uma situação de paralelismo: tanto Qamaruzzaman (ou Kamaroz-zaman, ou Kamar al-Zamán, ou Camaralzaman – a transliteração varia conforme a tradução) – filho do rei Šahraman (ou Chahraman), dono da península Halidan – quanto Budur (ou Badura), filha do rei Alguyur (ou Gaíur), do interior da China, recusam-se terminalmente a casarem. “Casamento é uma coisa que não farei nunca, nem que eu tenha de beber da taça da apostasia”, declara Qamaruzzaman. “Não tenho nada que fazer com casamento, sou senhora, rainha e governante e não quero homem que me controle”, afirma Budur. Por isso, ambos são castigados pelos pais: o rapaz é encerrado numa alta torre abandonada e a moça é enclausurada num aposento, vigiada por dez aias velhas. A gênia crente Maimuna apaixona-se pelo príncipe na torre, enquanto o gênio ímpio Danhaš (ou Dahnash) apaixona-se pela princesa. Discutem sobre qual dos dois é o mais belo e, para tirar a dúvida, trazem a princesa para junto do príncipe. Ao final da noite, a princesa é levada de volta à sua terra. No dia seguinte, quando afirmam que estiveram um com o outro, Qamaruzzaman e Budur são tidos por loucos. A única prova concreta de seu misterioso encontro são os anéis que trocaram entre si.
Qamaruzzaman adoece e é confinado em um palácio a beira-mar. Budur é acorrentada no quarto. O rei promete que quem a curar da suposta loucura se casará com ela, mas quem falhar na tentativa de cura será decapitado. Marzawan, irmão de leite de Budur (ou seja, cuja mãe também amamentou Budur), percebe que esta não está louca e promete sair pelo mundo à procura de seu amado. Marzawan consegue localizar e “curar” o príncipe, e ambos partem em viagem, contra a vontade do rei Šahraman, ao encontro da princesa Budur. Qamaruzzaman e Budur casam-se e, depois que este tem um sonho em que seu pai o critica por tê-lo abandonado, partem com a autorização do rei Alguyur rumo à península Halidan. Mas no caminho, ao perseguir um pássaro que fugiu levando um talismã pertencente a Budur, Qamaruzzaman acabou se extraviando e foi parar numa cidade “constituída de magos, blasfemadores contra o Deus sagrado” (ou invasores cristãos do Ocidente, em algumas versões), onde um velho jardineiro o acolheu em seu pomar. De lá, somente uma vez por ano partia um navio rumo à terra muçulmana mais próxima, a Península (ou Ilha em algumas versões) do Ébano.
Budur, ao se ver sozinha, com medo de ser assediada, veste os trajes de Qamaruzzaman e se faz passar por ele. Acaba indo parar exatamente na Península do Ébano, cujo rei, Armanus, tem uma filha chamada Hayatunnufus (ou Haiát-An-nufús). O rei convida o suposto Qamaruzzaman (que é Budur) a se casar com sua filha e o nomeia para substituí-lo no trono. Mas ao notar que este não consuma o casamento, não desvirginiza sua filha, o rei ameaça destituí-“lo” e expulsá-“lo” do país. Sem outra saída, Budur acaba confessando à sua “esposa” que é uma mulher, não um homem. As duas – Budur e Hayatunnufus – tornam-se amigas e cúmplices e, para aplacar o rei, usam o sangue de uma galinha a fim de simular a defloração.
Quando enfim um navio vai partir para a Península do Ébano, de onde pretende viajar à terra de seu pai e investigar o paradeiro de Budur, Qamaruzzaman embarca cinquenta odres de ouro (descoberto numa gruta subterrânea no jardim do velho jardineiro) coberto com azeitonas para disfarçar. Num dos odres coloca o talismã, recuperado do estômago do pássaro, morto em briga com outros pássaros. Mas o jardineiro que o acolheu está agonizando e acaba morrendo, fazendo com que Qamaruzzaman perca a viagem. O navio, com seu carregamento, dirige-se à Penínsla do Ébano, onde Budur compra os odres de “azeitonas” e acha seu talismã. O capitão do navio recebe ordens de trazer o “dono dessas azeitonas”. Desse modo, Qamaruzzaman junta-se de novo a Budur mas, atendendo ao convite do rei Armanus, aceita Hayatunnufus como segunda esposa.
Qamaruzzaman dorme uma noite com cada esposa e tem dois filhos: Amjad com Budur, e Asad com Hayatunnufus. Aqui acontece outra situação de paralelismo: a mãe de Amjad apaixona-se por Asad, e a mãe de Asad apaixona-se por Amjad. Quando os dois filhos de Qamaruzzaman rejeitam os assédios das mulheres, cada uma delas, por vingança, acusa o filho da outra de a ter violentado. O rei, indignado, ordena que o chefe da guarda os mate no deserto, mas eles o salvam do ataque de um leão, e em retribuição ele os deixa com vida. O chefe da guarda leva de volta as roupas dos rapazes e garrafas com o sangue do leão como “prova” da morte dos príncipes. Ao vasculhar a trouxa com as roupas dos filhos, o rei descobre as cartas escritas pelas esposas aos rapazes e compreende ter cometido uma injustiça com seus filhos.
Os dois rapazes atravessam terras e desertos até irem parar numa montanha de pedra negra que bloqueia o caminho, vendo-se obrigados a subi-la. Do alto, avistam uma cidade à beira-mar. Asad desce a montanha para explorar a cidade, e deixa Amjad esperando. Trata-se da Cidade dos Magos, cujos moradores “adoram o fogo” (ou seja, são zoroastristas). É enganado pelo velho mago Bahram, que o aprisiona, com a intenção de sacrificá-lo na Montanha do Fogo. Amjad, vendo que o irmão não retorna, desce até a cidade, sendo acolhido por um alfaiate muçulmano. Um dia, ao seguir uma mulher “dotada de beleza e formosura”, envolve-se numa confusão na casa de um mameluco e acaba sendo conduzido até o rei que, impressionado com sua história, faz dele seu vizir. 
O mago Bahram parte com Asad rumo à Montanha do Fogo, mas um vento fortíssimo faz com que o navio se extravie e vá parar na cidade da rainha Murjana, que se apaixona por Asad. Depois de várias peripécias, Asad é recapturado e levado de volta para a Cidade dos Magos, mas a filha do mago, Bustan, se compadece do prisioneiro e o solta, permitindo que se junte ao irmão Amjad. Para escapar da morte, Bahram converte-se ao Islã, oferece-se para levar os dois irmãos à Península do Ébano e reconciliá-los com o pai Qamaruzzaman. Conta então a história de Nima e Num para ilustrar que, quando as pessoas estão fadadas a se unirem, nada consegue deter seu destino.

## História de Nima e Num[3]
O pai de Nima compra uma escrava porque se impressionou com a beleza de sua filha, que chamam de Num. Quando crescem Num torna-se concubina de Nima. O governador, decidido a presentear a jovem ao califa, introduz uma velha que se faz de beata no lar para conquistar a confiança da família. A velha atrai Num a uma armadilha, e esta vai parar no harém do califa. Mas Nima consegue, com a ajuda de um sábio persa e a cumplicidade de uma camareira e da irmã do califa, recuperar sua amada.

## Conclusão da história do Rei Qamaruzzaman e seus filhos Amjad e Asad
Quando Asad e Amjad estão prestes a partir com Bahram para a Península do Ébano, chega a notícia de que a rainha Murjana está às portas da cidade com um exército de mamelucos à procura de Assad. Em seguida, surge um novo “exército serpeante como o mar encapelado”, comandado pelo rei Alguyur, em busca de sua filha Budur. Depois aparece um terceiro exército, do rei Qamaruzzaman, à procura de seus filhos Amjad e Assad. Eis que chega um quarto exército vestido de preto, com sinais de luto, comandado por Šahraman, em busca do filho Qamaruzzaman. A rainha Murjana retorna ao seu país. O rei Alguyur volta com Budur e o neto Amjad para sua capital, onde Amjad torna-se rei. Asad assume o trono do avô Armanus, e Qamaruzzaman volta com o pai à Península Halidan, onde se torna rei.